# شاهرخ غیاثی
شاهرخ غیاثی فراهانی (زاده شهریور ۱۳۳۱ - درگذشته آبان ۱۳۷۵، تهران) مجسمه‌ساز، نقاش، بازیگر سینما ایرانی بود.

## زندگی‌نامه
غیاثی فارغ‌التحصیل رشتهٔ سینما از دانشکدهٔ هنرهای دراماتیک بود. وی فعالیت خود را در بازیگری از سال ۱۳۵۹ با فیلم موج طوفان به کارگردانی منوچهر احمدی آغاز کرد. قبل از آن نیز در تئاتر بازیگری می‌کرد. غیاثی همواره از نقاشی و مجسمه‌سازی به عنوان وسوسه‌های ابدی‌اش نام می‌برد وی مدتی به بازیگری در تئاتر و عروسک‌گردانی پرداخت و از سال ۱۳۶۳ آموزش نقاشی را نزد استادش آیدین آغداشلو آغاز کرد. اولین حضور در سینما، بازی در فیلم «موج طوفان» (۱۳۶۰) بود. او سال‌ها بعد با بازی در فیلم «بلندی‌های صفر» ساختهٔ حسینعلی فلاح لیالستانی توانایی خود را در بازیگری نشان داد. «ماه مهربان» ساختهٔ قاسم جعفری آخرین تجربهٔ حضور او در سینما بود. زمینهٔ اصلی فعالیت شاهرخ غیاثی، نقاشی و مجسمه‌سازی بود و نخستین بار در سال ۱۳۶۹ در یک نمایشگاه جمعی در موزهٔ هنرهای معاصر برای حمایت از زلزله‌زدگان رودبار شرکت کرده بود

## درگذشت
غیاثی در جریان ساخت فیلم فصل پنجم (۱۳۷۵) به کارگردانی رفیع پیتز بر اثر سانحه حین تمرین فیلم سینمایی از گاری به زمین افتاد و درگذشت. پیکر وی در بهشت زهرا در قطعهٔ هنرمندان و نویسندگان به خاک سپرده شد.

## جوایز و افتخارات
غیاثی در فیلم بلندی‌های صفر کاندید دریافت سیمرغ بلورین بهترین بازیگر نقش اول مرد شد.

## فیلم‌شناسی
| سال  | عنوان        | کارگردان          | نقش     |
| ---- | ------------ | ----------------- | ------- |
| ۱۳۵۹ | موج طوفان    | منوچهر احمدی      |         |
| ۱۳۷۲ | بلندی‌های صفر | حسینعلی لیالستانی | نویسنده |
| ۱۳۷۴ | ماه مهربان   | قاسم جعفری        |         |
| ۱۳۷۴ | عاشق فقیر    | حسینعلی لیالستانی |         |
| ۱۳۷۵ | فصل پنجم     | رفیع پیتز         |         |